# میکی، کاگاوا
میکی، کاگاوا (به لاتین: Miki, Kagawa) یک منطقهٔ مسکونی در ژاپن است که در استان کاگاوا واقع شده‌است. میکی  ۲۸٬۴۴۴ نفر جمعیت دارد.